# Mariusz Lewandowski
Mariusz Lewandowski (* 18. května 1979, Lehnice, Polsko) je bývalý polský fotbalový záložník a reprezentant, později fotbalový trenér. Hrál na postu defenzivního záložníka, disponoval velkou odolností, byl silný v soubojích a ve vzduchu. V  roce 2009 získal s ukrajinským klubem Šachtar Doněck titul v Poháru UEFA, což mu pomohlo v témže roce k ocenění „Fotbalista roku“ v Polsku. Je členem Klubu Wybitnego Reprezentanta, který sdružuje polské fotbalisty s 60 a více starty za národní tým.

## Klubová kariéra
V Polsku hrál za kluby Zagłębie Lubin a KS Dyskobolia Grodzisk Wielkopolski, poté odešel na Ukrajinu do Šachtaru Doněck, kde nasbíral řadu trofejí včetně vítězství v Poháru UEFA 2008/09. Celkem odehrál za Šachtar v ukrajinské lize 173 zápasů, v nichž vstřelil 20 gólů.
27. července 2010 podepsal tříletý kontrakt s jiným ukrajinským klubem PFK Sevastopol. Zde hrál nakonec až do listopadu 2013, kdy s ním klub ukončil spolupráci.

## Reprezentační kariéra
V letech 2000–2001 byl členem polské reprezentace do 21 let, kde odehrál celkem 18 zápasů a vstřelil 2 góly.
10. února 2002 debutoval v A-mužstvu Polska pod trenérem Jerzy Engelem v přátelském zápase s reprezentací Faerských ostrovů, Poláci vyhráli 2:1 (hrálo se v Limassolu na Kypru). Mariusz odehrál první poločas.
Zúčastnil se Mistrovství světa 2006 v Německu (kde Polsko vypadlo v základní skupině) a Eura 2008 ve Švýcarsku a Rakousku (rovněž vyřazení v základní skupině). Za polský národní tým odehrál v letech 2002–2013 celkem 66 utkání, v nichž vstřelil 5 branek.

### EURO 2008
Na Mistrovství Evropy 2008 konaném ve Švýcarsku a Rakousku nastoupil ve všech třech zápasech polského týmu (vedeného nizozemským trenérem Leo Beenhakkerem) na šampionátu, postupně 8. června proti Německu (porážka 0:2), 12. června proti Rakousku (remíza 1:1) a 16. června proti Chorvatsku (porážka 0:1). Polsko se do čtvrtfinále neprobojovalo, obsadilo se ziskem 1 bodu poslední čtvrté místo základní skupiny B.

## Trenérská kariéra
V listopadu 2017 se stal trenérem A-týmu polského klubu Zagłębie Lubin.